# پرویدنسیا (نارینو)
پرویدنسیا (انگلیسی: Providencia, Nariño) نام شهری در کشور کلمبیا است.